# Fem minuter schack
Fem minuter schack var ett radioprogram om schack som sändes i Sveriges Radio mellan 1987 och 1993. Programmet rapporterade om schacknyheter och gick igenom aktuella schackpartier. Programmet var fem minuter långt och sändes på söndagar i P1. Programledare var Uno Hedin.